# Людвіг VI (ландграф Гессен-Дармштадтський)
Людвіг VI Гессен-Дармштадтський (нім. Ludwig VI. von Hessen-Darmstadt; 25 січня 1630, Дармштадт — 24 квітня 1678, Дармштадт) — ландграф Гессен-Дармштадту з 1661 року.

## Біографія
Людвіг — старший син ландграфа Гессен-Дармштадтського Георга II і його дружини Софії Елеонори Саксонської, дочки курфюрста Саксонії Йоганна Георга.
24 листопада 1650 року Людвіг VI одружився з Марією Єлизаветою Шлезвіг-Гольштейн-Готторпською, донькою Фрідріха III. У них народилося вісім дітей.
У 1661 році герцог Саксен-Веймара Вільгельм IV прийняв Людвіга до Плодоносного товариства під назвою «Безстрашний», де Людвіг став близьким другом герцога Фрідріха I Саксен-Гота-Альтенбурзького і згодом у 1666 році одружився з його сестрою. Після смерті першої дружини ландграф Людвіг написав кілька віршів.
Людвіг запросив пастором до Бад-Гомбурга теолога-пієтиста Йоганна Вінклера і призначив своїм придворним капельмейстером Вольфганга Карла Брігеля. Придворна бібліотека Дармштадта була заснована на основі придбаної Людвігом бібліотеки Йоганна Міхаеля Мошероша. У 1662 році Людвіг остаточно придбав володіння в Еберштадті з фортецею Франкенштайн.
5 грудня 1666 року Людвіг VI одружився з Єлизаветою Доротеєю Саксен-Гота-Альтенбурзькою (1640—1709), донькою Ернста I Саксен-Гота-Альтенбурзького. У них народилися вісім дітей.
Ландграф Людвіг VI помер у віці 48 років. У своєму заповіті він призначив правити свою другу дружину за підтримки радників — двох дворян і двох вчених.

## Родина
1 Дружина — Марією Єлизаветою Шлезвіг-Гольштейн-Готторпською, донькою Фрідріха III.
Діти:
- Георг (1654—1655) — наслідний принц
- Магдалена Сибілла (1652—1712) — одружена з герцогом Вільгельмом Людвігом Вюртемберзьким (1647—1677)
- Софія Елеонора (1653)
- Марія Єлизавета (1656—1715) — одружена з герцогом Генріхом Саксен-Ремхильдським (1650—1710)
- Августа Магдалена (1657—1674)
- Людвіг VII (1658—1678) — ландграф Гессен-Дармштадт
- Фрідріх (1659—1676)
- Софія Марія (1661—1712) — одружена з герцогом Крістіаном Саксен-Ейзенберзьким (1653—1707)

2 Дружина — Єлизавета Доротея Саксен-Гота-Альтенбурзька (1640—1709), донька Ернста I Саксен-Гота-Альтенбурзького
Діти:
- Ернст Людвіг (1667—1739) — ландграф Гессен-Дармштадт, одружений з принцесою Доротеєю Шарлоттою Бранденбург-Ансбаською (1661—1705), потім морганатичним шлюбом з Луїзою Софією фон Шпігель, графинею Епштейнською (1690—1751)
- Георг (1669—1705) — фельдмаршал імперської армії, віцекороль Каталонії
- Софія Луїза (1670—1758) — одружена з князем Альбрехтом Ернстом II Еттінген-Еттінгенським (1669—1731)
- Філіпп (1671—1736) — фельдмаршал імперської армії і правитель Мантуї, одружений з принцесою Марією Терезою Кройською (1673—1714)
- Йоганн (1672—1673)
- Генріх (1674—1741) — офіцер імперської армії
- Єлизавета Доротея (1676—1721) — одружена з ландграфом Гессен-Гомбурзьким Фрідріхом III (1673—1746)
- Фрідріх (1677—1708) — канонік Кельна і Бреслау, генерал-лейтенант кавалерії російської армії, одружений з Петронеллою фон Штокманс (1677—1751)